# Stephanskuppe bei Sterbfritz
Stephanskuppe bei Sterbfritz este o arie protejată (arie specială de conservare — SAC, sit de importanță comunitară — SCI) din Germania întinsă pe o suprafață de 8,47 ha, integral pe uscat.

## Localizare
Centrul sitului Stephanskuppe bei Sterbfritz este situat la coordonatele 50°19′12″N 9°38′42″E / 50.32°N 9.645°E.

## Înființare
Situl Stephanskuppe bei Sterbfritz a fost declarat sit de importanță comunitară în aprilie 1999 pentru a proteja 5 specii de animale. Situl a fost protejat și ca arie specială de conservare în martie 2008.

## Biodiversitate
Situată în ecoregiunea continentală, aria protejată conține 2 habitate naturale: Formațiuni de Juniperus communis pe lande sau pajiști calcaroase, Pajiști uscate seminaturale și facies de acoperire cu tufișuri pe substraturi calcaroase (Festuco-Brometalia) (* situri importante pentru orhidee).
La baza desemnării sitului se află mai multe specii protejate de  păsări (5): șoimul rândunelelor (Falco subbuteo), sfrâncioc roșiatic (Lanius collurio), sfrâncioc mare (Lanius excubitor excubitor), gaia roșie (Milvus milvus), nagâț (Vanellus vanellus).
Pe lângă speciile protejate, pe teritoriul sitului au mai fost identificate 8 specii de plante, 2 specii de nevertebrate.